# Síndrome tòxica
La síndrome tòxica o toxíndrome (manlleu de l'anglès toxidrome) és un conjunt de signes i símptomes originats per un augment del nivell de toxines al cos, sovint com a conseqüència d'una sobredosi per drogues, tot i que una infecció sistèmica també en podria comportar una. El terme va ser concebut per Mofenson i Greensher l'any 1974. Els símptomes comuns són: mareig, desorientació, nàusees, vòmit i oscil·lòpsia. Una síndrome tòxica pot indicar una emergència mèdica i requerir tractament en un centre especialitzat en enverinaments. Les manifestacions clàssiques de cada síndrome es mostren a la següent taula, tot i que poden ser variables o estar emmascarades per la ingesta concomitant de diverses substàncies.
| Efectes             | PA         | FC         | FR         | Temperatura corporal | Mida pupil·lar | Peristaltisme | Diaforesis |
| ------------------- | ---------- | ---------- | ---------- | -------------------- | -------------- | ------------- | ---------- |
| Anticolinèrgic      | ~          | Augmentada | ~          | Augmentada           | Augmentada     | Disminuïts    | Disminuïda |
| Colinèrgic          | ~          | ~          | ~          | ~                    | Disminuïda     | Augmentats    | Augmentada |
| Al·lucinògens       | Augmentada | Augmentada | Augmentada | ~                    | Augmentada     | Augmentats    | ~          |
| Opioides            | Disminuïda | Disminuïda | Disminuïda | Disminuïda           | Disminuïda     | Disminuïts    | Disminuïda |
| Simpaticomimètics   | Augmentada | Augmentada | Augmentada | Augmentada           | Augmentada     | Augmentats    | Augmentada |
| Sedants / hipnòtics | Disminuïda | Disminuïda | Disminuïda | Disminuïda           | ~              | Disminuïts    | Disminuïda |
| Serotoninèrgic      | Augmentada | Augmentada | ~          | Augmentada           | Augmentada     | Augmentats    | Augmentada |

## Síndrome anticolinèrgica
Els símptomes inclouen visió borrosa, midriasi, febre, disminució dels sorolls intestinals, pell seca, retenció urinària, deliri, al·lucinacions, pèrdues de memòria i psicosi. Entre les complicacions trobem hipertensió, hipertèrmia i taquicàrdia.
- Substàncies causants: antihistamínics, antipsicòtics, antidepressius i antiparkinsonians. Alguns exemples, són: atropina, benzotropina, datura i escopolamina.

- Antídot: fisostigmina.[4]

## Síndrome colinèrgica
Pàgina principal: síndrome colinèrgica
Una acumulació d'acetilcolina, sovint per inhibició de l'acetilcolinesterasa, provocarà una accentuació dels efectes colinèrgics. Principalment veurem afectació a 3 nivells:
- Símptomes muscarínics: miosi, dolor ocular, visió borrosa, augment de les secrecions (rinorrea, llagrimeig, salivació, broncorrea i diaforesis), dispnea, tos, augment del peristaltisme (nàusees, vòmits, dolor abdominal, diarrea, incontinència fecal i urinària). En casos severs pot cursar amb bradicàrdia, hipotensió i edema pulmonar.
- Símptomes nicotínics: espasmes musculars, fasciculacions, hipertensió arterial, taquicàrdia i, en casos severs, hipoventilació i aturada respiratòria. La clínica nicotínica és menys freqüent, sol aparèixer en pacients molt afectats.
- Símptomes del sistema nerviós central: cefalea, convulsions, confusió, debilitat i coma.

Substàncies causants: organofosforats, carbamats, agents nerviosos (o armes químiques), fisostigmina, pilocarpina i alguns bolets (com per exemple l'Inocybe rimosa).
Antídot: atropina, que bloqueja els receptors muscarínics, i oximes, que afavoreix la regeneració de l'acetilcolinesterasa.

## Síndrome al·lucinògena
La clínica inclou desorientació, al·lucinacions, augment del peristaltisme, pànic i convulsions. Entre les compliacions trobem hipertensió, taquicàrdia i taquipnea.
- Substàncies causants: cocaïna, amfetamines i feniciclidina, LSD, mescalina i ketamina, entre d'altres.

- Antídot: benzodiacepines.

## Síndrome per opioides
Entre els signes i símptomes trobem la tríada clàssica de miosi, bradipnea i coma. Tanmateix, podem trobar diversos graus d'alteració de l'estat mental, edema pulmonar i, fins i tot, estat de xoc. Les complicacions inclouen bradicàrdia, hipotensió arterial i hipotèrmia.
- Substàncies causants: opiacis, propoxifè i dextrometorfà, entre d'altres.

- Antídot: naloxona.

## Síndrome hipnòtica / sedant
La clínica cursa amb atàxia, disestèsia, visió borrosa, diplòpia, nistagme, dificultat per la parla, deliri, confusió, al·lucinacions, sedació, estupor i coma. La major complicació és l'apnea central per depressió del sistema nerviós central.
- Substàncies causants: anticonvulsionants, barbitúrics, benzodiacepines, agonistes GABA, etanol i metaqualona. Tot i que la majoria de sedants/hipnòtics són anticonvulsionants, alguns com els agonistes GABA o la metaqualona disminueixen el llindar convulsiu (en faciliten l'aparició) i poden provocar convulsions paradoxals en cas de sobredosi.
- Antídot: flumazenil (en cas que la intoxicació sigui per benzodiacepines).[4]

## Síndrome simpaticomimètica
Els símptomes que apareixen en una síndrome tòxica per agonistes adrenèrgics (simpaticomimètics) inclouen ansietat, diaforesis, hiperreflèxia, midriasi, paranoia, piloerecció i convulsions. Les complicacions són la hipertensió arterial i la taquicàrdia. La síndrome simpaticomimètica pot ser molt similar a l'anticolinèrgica, però es distingeix d'aquesta última per un augment del persitaltisme i la sudoració.
- Substàncies causants: cocaïna, amfetamines i derivats de l'estructura amfetamínica, com ara l'efedrina, les metanfetamines, les fenilpropanolamines i la pseudoefedrina. El broncodilatador salbutamol també pot provocar aquesta síndrome.

- Antídot: benzodiacepines.

## Síndrome serotoninèrgica
Pàgina principal: síndrome serotoninèrgica.
La clínica cursa amb una alteració del nivell de consciència (ansietat, agitació, confusió, somnolència i coma), una disfunció autonòmica (amb un augment de la pressió arterial, freqüència cardíaca, temperatura, sudoració, peristaltisme i mida pupil·lar) i una exitació neuromuscular (acatísia, tremolor, clonus i hipertonia muscular). La principal complicació és la hipertèrmia, que pot aparèixer en menys de 24 hores i provocar un fracàs multi-orgànic i la mort.
- Substàncies causants: antidepressius (ISRS i IMAO), triptòfan, valproat, liti, anti-emètics, antibiòtics (linezolid) i drogués d'abús (LSD i cocaïna).

- Antídot: ciproheptadina o clorpromazina.[4]